# Manuel de la Torre y Romero
Manuel de la Torre y Romero (n. Pajares, La Rioja, 25 de marzo de 1746, España - m. Cartago, Costa Rica, después de 1821) fue un inmigrante español que desempeñó altos cargos públicos en Costa Rica y fue uno de los firmantes del Acta de Independencia de Costa Rica el 29 de octubre de 1821.

## Datos familiares
Fue hijo de Domingo de la Torre y Sáenz y Ángela Romero y Rubio, ambos vecinos de Pajares, quienes casaron allí el 5 de agosto de 1738. Tuvo un hermano llamado Juan de la Torre y Romero, que residió en Madrid.
Contrajo nupcias en Cartago, Costa Rica, el 18 de septiembre de 1786, con Antonia Jiménez y Robredo (m. Cartago, Costa Rica, 24 de abril de 1847), hija de Antonio Jiménez y Petronila Robredo y hermana del político Ramón Jiménez y Robredo. Hijos del matrimonio La Torre-Jiménez, todos bautizados en la ciudad de Cartago, fueron: Juana Agustina Nepomucena (29 de agosto de 1787), fallecida en la infancia; Manuel Francisco (5 de junio de 1789), soltero; Manuel Tomás Ramón (7 de marzo de 1791), soltero, regidor del Ayuntamiento monárquico de Cartago de marzo a abril de 1823, durante el gobierno de facto de Joaquín de Oreamuno y Muñoz de la Trinidad, y María Josefa Bernabé (12 de junio de 1793), quien casó en Cartago el 28 de agosto de 1819 con don Francisco de Peralta y López del Corral, hijo del prócer don José María de Peralta y La Vega y su primera esposa doña Ana Benita Nava López del Corral.

## Carrera pública
Hombre muy acaudalado, se estableció en Cartago, capital de la provincia de Costa Rica, alrededor de 1780, y el 1° de enero de 1782 fue elegido como alcalde primero de esa ciudad para todo el año. En 1800 fue teniente de ofociales reales, es decir, encargado de la administración de la tesorería de Costa Rica, subalterna de la de la intendencia de León de Nicaragua. 
En 1803 era receptor de Tabaco, Papel Sellado, Naipes y Pólvora en Cartago, y en 1806 tercenista o administrador de uno de los expendios de tabaco de Cartago. Además, fue mayordomo o administrador de bienes de las cofradías de San Nicolás, Nuestra Señora de Matina, San José y San Francisco de Paula.
En 1819 fue regidor del Ayuntamiento de Cartago y miembro de la Junta Municipal de Hacienda.
En 1820 fue alférez real del Ayuntamiento. En agosto de ese año, después de restablecida en Costa Rica la Constitución de 1812, fue elegido como uno de los regidores del Ayuntamiento constitucional de la ciudad de Cartago. En esa condición le correspondió ser uno de los firmantes del Acta de Independencia de Costa Rica, suscrita en Cartago el 29 de octubre de 1821. Fue el firmante de mayor edad, ya que tenía entonces 75 años. 